# Championnats du monde de VTT 2021
Navigation
2020 2022
Les championnats du monde de VTT 2021 ont lieu du 24 au 29 août 2021, à Val di Sole, en Italie. Les épreuves de cross-country, de cross-country à assistance électrique, de descente et de four-cross sont au programme.
Pour la première fois de l'histoire, un titre de champion du monde de cross-country short track est attribué pour les hommes et les femmes de 23 ans et plus.

## Programme
Source
| Cross-country short track - Mardi 24 août - Hommes (qualifications) - Jeudi 26 août - Hommes (finale) - Femmes (finale) Cross-country - Mercredi 25 août - Relais par équipes mixte - Jeudi 26 août - Femmes juniors - Hommes juniors - Vendredi 27 août - Hommes VTT à assistance électrique - Femmes VTT à assistance électrique - Samedi 28 août - Femmes moins de 23 ans - Hommes moins de 23 ans - Femmes élites - Hommes élites | Four cross - Jeudi 26 août - Hommes (qualifications) - Femmes (qualifications) - Vendredi 27 août - Hommes (finale) - Femmes (finale) Descente - Vendredi 27 août - Hommes juniors (qualification) - Femmes juniors (qualification) - Femmes élites (qualification) - Hommes élites (qualification) - Dimanche 29 août - Hommes juniors (finale) - Femmes juniors (finale) - Femmes élites (finale) - Hommes élites (finale) |

## Médaillés

### Cross-country
| Épreuves                            | Or                                                                                           | Or              | Argent                                                                                             | Argent       | Bronze                                                                                  | Bronze       |
| ----------------------------------- | -------------------------------------------------------------------------------------------- | --------------- | -------------------------------------------------------------------------------------------------- | ------------ | --------------------------------------------------------------------------------------- | ------------ |
| Hommes                              |                                                                                              |                 | |              |                                                                                         |              |
| Élites résultats détaillés          | Nino Schurter                                                                                | 1 h 22 min 25 s | Mathias Flückiger                                                                                  | + 2 s        | Victor Koretzky                                                                         | + 1 min 14 s |
| Moins de 23 ans résultats détaillés | Martin Vidaurre                                                                              | 1 h 10 min 31 s | Juri Zanotti                                                                                       | + 1 min 3 s  | Joel Roth                                                                               | + 1 min 38 s |
| Juniors résultats détaillés         | Adrien Boichis                                                                               | 59 min 59 s     | Camilo Andres Gomez                                                                                | + 1 min 13 s | Nils Aebersold                                                                          | + 1 min 21 s |
| Femmes                              |                                                                                              |                 | |              |                                                                                         |              |
| Élites résultats détaillés          | Evie Richards                                                                                | 1 h 23 min 52 s | Anne Terpstra                                                                                      | + 1 min 3 s  | Sina Frei                                                                               | + 1 min 8 s  |
| Moins de 23 ans résultats détaillés | Mona Mitterwallner                                                                           | 1 h 6 min 57 s  | Laura Stigger                                                                                      | + 2 min 4 s  | Caroline Bohé                                                                           | + 3 min 26 s |
| Juniors résultats détaillés         | Line Burquier                                                                                | 55 min 29 s     | Olivia Onesti                                                                                      | + 5 s        | Sara Cortinovis                                                                         | + 6 s        |
| Mixte                               |                                                                                              |                 | |              |                                                                                         |              |
| Relais                              | France Mathis Azzaro Adrien Boichis Léna Gérault Tatiana Tournut Line Burquier Jordan Sarrou | 1 h 25 min 51 s | États-Unis Christopher Blevins Brayden Johnson Savilia Blunk Ruth Holcomb Kate Courtney Riley Amos | + 48 s       | Allemagne Leon Kaiser Paul Schehl Sina van Thiel Nina Benz Ronja Eibl Luca Schwarzbauer | + 49 s       |

### Cross-country short track
| Épreuves                   | Or                  | Or          | Argent            | Argent | Bronze                 | Bronze |
| -------------------------- | ------------------- | ----------- | ----------------- | ------ | ---------------------- | ------ |
| Hommes                     |                     |             |                   |        |                        |        |
| Élites résultats détaillés | Christopher Blevins | 19 min 30 s | Henrique Avancini | + 2 s  | Maximilian Brandl      | + 2 s  |
| Femmes                     |                     |             |                   |        |                        |        |
| Élites résultats détaillés | Sina Frei           | 20 min 11 s | Evie Richards     | + 0 s  | Pauline Ferrand-Prévot | + 1 s  |

### Cross-country à assistance électrique
| Épreuves                   | Or             | Or          | Argent        | Argent | Bronze              | Bronze       |
| -------------------------- | -------------- | ----------- | ------------- | ------ | ------------------- | ------------ |
| Hommes                     |                |             |               |        |                     |              |
| Élites résultats détaillés | Jérôme Gilloux | 51 min 44 s | Hugo Pigeon   | + 18 s | Christopher Blevins | + 1 min 11 s |
| Femmes                     |                |             |               |        |                     |              |
| Élites résultats détaillés | Nicole Göldi   | 49 min 24 s | Laura Charles | + 13 s | Sofia Wiedenroth    | + 43 s       |

### Descente
| Épreuves                   | Or                | Or             | Argent           | Argent     | Bronze                | Bronze     |
| -------------------------- | ----------------- | -------------- | ---------------- | ---------- | --------------------- | ---------- |
| Hommes                     |                   |                |                  |            |                       |            |
| Élites résultats détaillés | Greg Minnaar      | 3 min 28 s 963 | Benoît Coulanges | + 0 s 227  | Troy Brosnan          | + 0 s 441  |
| Juniors                    | Jackson Goldstone | 3 min 37 s 087 | Jordan Williams  | + 1 s 812  | Lachlan Stevens-McNab | + 3 s 560  |
| Femmes                     |                   |                |                  |            |                       |            |
| Élites résultats détaillés | Myriam Nicole     | 4 min 6 s 243  | Marine Cabirou   | + 4 s 827  | Camille Balanche      | + 6 s 099  |
| Juniors                    | Izabela Yankova   | 4 min 30 s 865 | Kine Haugom      | + 10 s 844 | Gracey Hemstreet      | + 13 s 245 |

### Four cross
| Hommes |                  |                  |                 |
| Élites | Tomáš Slavík     | Adrien Loron     | Hannes Slavik   |
| Femmes |                  |                  |                 |
| Élites | Michaela Hájková | Mathilde Bernard | Anna Sara Rojas |

## Tableau des médailles
| Rang  | Nation           | Or | Argent | Bronze | Total |
| ----- | ---------------- | -- | ------ | ------ | ----- |
| 1     | France           | 5  | 7      | 2      | 14    |
| 2     | Suisse           | 3  | 1      | 4      | 8     |
| 3     | Tchéquie         | 2  | 0      | 0      | 2     |
| 4     | Autriche         | 1  | 1      | 1      | 3     |
| 4     | États-Unis       | 1  | 1      | 1      | 3     |
| 6     | Grande-Bretagne  | 1  | 2      | 0      | 3     |
| 7     | Canada           | 1  | 0      | 1      | 2     |
| 8     | Chili            | 1  | 0      | 0      | 1     |
| 8     | Bulgarie         | 1  | 0      | 0      | 1     |
| 8     | Afrique du Sud   | 1  | 0      | 0      | 1     |
| 11    | Italie           | 0  | 1      | 1      | 2     |
| 12    | Brésil           | 0  | 1      | 0      | 1     |
| 12    | Colombie         | 0  | 1      | 0      | 1     |
| 12    | Pays-Bas         | 0  | 1      | 0      | 1     |
| 12    | Norvège          | 0  | 1      | 0      | 1     |
| 16    | Allemagne        | 0  | 0      | 3      | 3     |
| 17    | Bolivie          | 0  | 0      | 1      | 1     |
| 17    | Nouvelle-Zélande | 0  | 0      | 1      | 1     |
| 17    | Australie        | 0  | 0      | 1      | 1     |
| 17    | Danemark         | 0  | 0      | 1      | 1     |
| Total | Total            | 17 | 17     | 17     | 51    |